# Autoandrofilia
Autoandrofilia é o desejo, consciente ou não, de possuir atributos físicos e comportamentais masculinos, em geral secretamente, e para satisfação sexual.
A mulher auto-andrófila vive esse segundo papel muitas vezes entre pessoas com semelhante parafilia. Muitas tomam hormônios para adquirir os atributos que buscam, mas continuam vivendo socialmente como mulheres, o que não as impede de se casarem e terem filhos.
A maioria das crossdressers femininas têm essa parafilia, cujo denominação é autoginecofilia.